# Шикшасамуччая
Шикшасамуччая (IAST: Siksasamucchaya, Вайли: bslab pa kun las btus pa —  «собрание практик» или «собрание Учения») — буддийский трактат Шантидэвы в сжатой форме содержащий положения, подробно описываемые в Бодхичарья-аватаре.

## Описание
«Шикшасамуччая» является одним из шести основных произведений, изучаемых в рамках классического буддийского образования. Духовные практики, изложенные в «Шикшасамуччая», применяются в целях культивирования шести парамит.
По легенде текст «Шикшасамуччаи» был обнаружен, согласно указанию Шантидэвы, на крыше его старого дома в Наланде.
«Шикшасамуччая» сохранилась на санскрите и тибетском языке.
Первый и единственный перевод «Шикшасамуччаи» на английский язык был выполнен с санскрита и опубликован в Лондоне в 1922 году. Первый перевод на русский язык был выполнен А. Кугявичусом с тибетского источника. Перевод А. Кугявичуса обладает хорошим литературный языком, ритмизованностью стихотворных фрагментов текста и существенно облегчает знакомство с трактатом Шантидэвы.
«Шикшасамуччая» состоит из 27 карик и обширных комментариев к каждой карике. Карики и комментарии к ним структурированы в 19 глав, в которых описываются практики поведения мирянина, отшельника и буддийского учителя.
Комментарии к карикам представляют собой цитаты из раннемахаянских сутр, оригиналы которых не сохранились до наших дней, и об их содержании можно судить только по цитатам из «Шикшасамуччаи». «В силу этого сложно переоценить всю значимость и ценность данного памятника буддийской религиозно-философской литературы в целом и его перевода на русский язык в частности».

## Содержание
1. Парамита даяния.
2. Практика нравственности.
3. Оберегание проповедников и прочего.
4. О вреде.
5. Избегание вреда парамите нравственности.
6. Оберегание тела.
7. Оберегание имущества и заслуг.
8. Очищение от проступков.
9. Терпение.
10. Усердие.
11. Жизнь в уединении.
12. Очищение ума.
13. Памятование.
14. Чистота тела.
15. Чистота имущества и заслуг.
16. Три вида приумножения.
17. Польза поклонения и прочего.
18. Памятование о трёх драгоценностях.
19. Описание увеличения заслуг[1][5].

## Пример сутры
Будда Шакьямуни объясняет Майтрее, как узнать, является ли какое-то учение Словом Будд

— Кроме того, Майтрея, слово Будд может быть распознано посредством четырех факторов.

— Каких четырех?

1) О Майтрея, оно относится к истине, а не к не-истине;

2) относится к Дхарме, а не к не-Дхарме;

3) уменьшает омрачения, а не увеличивает их;

4) показывает преимущества нирваны, а не описывает преимущества продолжающихся перерождений (сансары).
— Шантидэва. Шикшасамуччая

### Научная литература
- Урбанаева И. С.. Буддийская философия и медитация в компаративистском контексте (на основе индо-тибетских текстов и живой традиции тибетского буддизма). — Улан-Удэ: ИМБТ СО РАН, 2014. — 376 с. — ISBN 9785820003479.
- Урбанаева И. С.. Становление тибетской и китайской махаяны: в контексте проблемы аутентичного буддизма. — Улан-Удэ: БНЦ СО РАН, 2014. — 364 с. — ISBN 978-5-7925-0409-7.
- Шомахмадов С. Х.. Шантидева. Собрание практик (Шикшасамуччая). пер. с тибетского А. Кугявичуса; науч. и общ. ред.А. Терентьев. - М.: фонд "Сохраним Тибет", 2014(Наланда) - 536 С - рецензия // Письменные памятники востока : журнал. — 2015. — № 2 (23). — С. 224—226. — ISSN 1811-8062.

### Переводы и комментарии
- Шантидева. Шикшасамуччая. Собрание практик / пер. Кугявичуса А., под ред. А.  Терентьева. — М.: Фонд «Сохраним Тибет», 2014. — 536 с. — ISBN 978-5-905792-05-2.